# Katholische Pfarrkirche St. Martin (Kaltenbrunn)

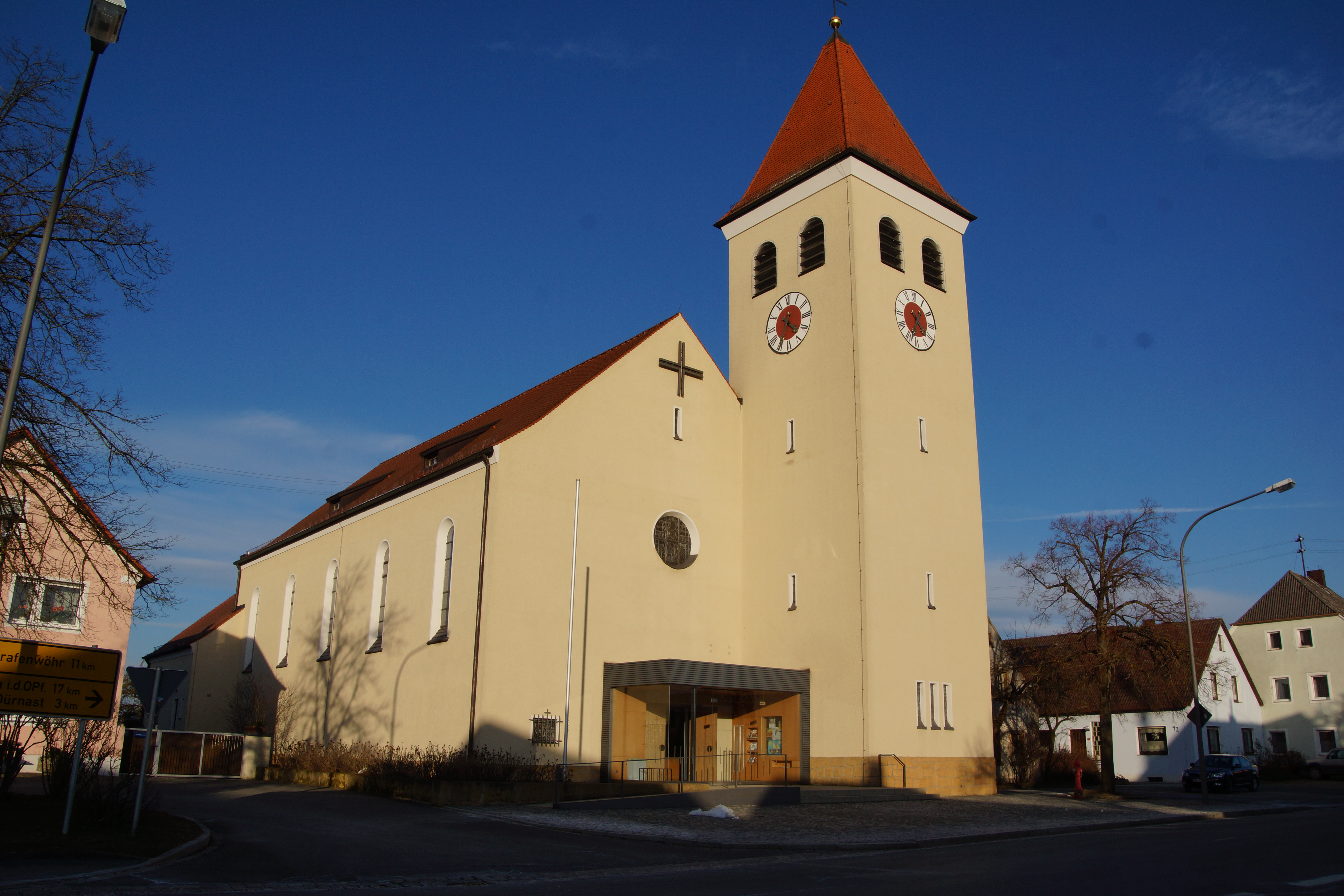
Katholische Kirche St. Martin in Kaltenbrunn

Die römisch-katholische Pfarrkirche St. Martin befindet sich in dem oberpfälzischen Markt Kaltenbrunn, heute ein Ortsteil von Weiherhammer. Die Kirche ist die Hauptkirche der katholischen Pfarrei Kaltenbrunn.

## Geschichte
Die Kirche wird bereits bei der Verleihung der Freiheitsurkunde an Kaltenbrunn durch Herzog Rudolf von Sachsen im Jahre 1344 erwähnt. Bei den Zehntabgaben werden auch solche für den Pfarrer in Kaltenbrunn genannt. Hinzugekommen ist eine Frühmessstiftung, die mit den Einkünften aus Pachstall (heute Neumühle bei Dürnast) und dem Schickenhof dotiert war. Das Besetzungsrecht für die Pfarrstelle lag bei Parkstein. Im Salbuch des Gemeinschaftsamts Parkstein-Weiden heißt es 1461, „Item es ist Järlich auf sandt Ulrichstag Kirchtag zu Khaltenbrunn“, d. h. es muss damals bereits eine Kirche gegeben haben, deren Patrozinium aber St. Ulrich war. Der erste Pfarrer von Kaltenbrunn war ein Martin, der nach seinem Tod dann am 17. August 1372 von einem Johannes Regeldorfer aus Weiden abgelöst wurde. Im Angedenken an den ersten Pfarrer wurde das Patrozinium auf St. Martin abgeändert.
Die Kirche hat früher auch eine Wehrfunktion besessen, wie dies aus der alten Kirchenmauer, die mit Schießscharten versehen war, zu erschließen ist. Der tiefe Graben um die Kirche wurde 1700 aufgeschüttet und die Kirchhofmauer 1815 eingerissen. Um die Kirche lag der alte Friedhof, der bis 1763 für Begräbnisse genutzt wurde. Aber bereits 1634 wurde ein Pestfriedhof außerhalb des Ortes angelegt.
Pfalzgraf Ottheinrich hat in seinem Herzogtum Pfalz-Neuburg mit seinem Religionsmandat vom 22. Juni 1542 die Reformation eingeführt und nach dem Prinzip des „Cuius regio, eius religio“ mussten die Untertanen lutherisch werden. Da Ottheinrich den kinderlos gebliebenen Kurfürst Friedrich II. beerbte, wurde er 1556 auch Herrscher über die Oberpfalz und führte auch hier das Luthertum ein. Dieser Umschwung bedeutet auch, dass viele religiöse Ausstattungen der Kirchen verschwanden, da nichts mehr an die papistische Zeit erinnern sollte. Der letzte katholische Pfarrer Gregor Schildknecht musste Kaltenbrunn verlassen. Aber bereits zuvor hatte sich unter der Bevölkerung das Luthertum ausgebreitet, 1524 war hier der Prädikant Erhard Weigel tätig (bis 1536), er wurde unterstützt von einem zweiten Priester namens Adam Klotz, der von 1528 bis 1545 in Kaltenbrunn als Frühmesser tätig war.  Von 1542 bis 1558 war Johann Stopfer der hiesige Pfarrer; er ist katholisch ausgebildet und ordiniert worden, ist aber 1540 evangelisch geworden. 1557 ist er in Kaltenbrunn verheiratet. Sein Diakon und späterer Pfarrer war der an der Universität Wittenberg ausgebildete Johann Lebhard, der hier bis zu seinem Tode 1568 tätig war. Von 1568 bis 1596 folgte ihm als Seelsorger in der Gemeinde Vitus Vogel; auch er hatte in Wittenberg studiert, war in Amberg ordiniert worden und zuerst in Freihung als Pfarrer tätig. Unter ihm wurden die Pfarrmatrikel eingeführt. Sein Nachfolger wurde von 1592 bis 1626 Nikolaus Glaser. Zudem wurde 1625 als Vikar Sebastian Heberlein aus Kemnath, ein vertriebener Pfarrer aus Böhmen, angestellt, dem 1627 auch die Pfarrstelle übertragen wurde. Da durch die Ereignisse zu Beginn des Dreißigjährigen Krieges die Oberpfalz an den katholischen Kurfürst Maximilian I. gekommen war und dieser mit strenger Hand die Gegenreformation einleitete, musste bald der letzte evangelische Pfarrer Kaltenbrunn verlassen und Sebastian Heberlein schloss sich den Schweden als Feldprediger an.
Unter dem Vizekanzler Simon von Labrique wurde am 24. August 1627 die katholische Religion wieder eingeführt und der Pfarrer Johann Pölzl aus Duggendorf hier installiert. Bis zum Ende des Dreißigjährigen Krieges folgten ihm vier weitere katholische Priester nach. Mit dem Friedensschluss 1648 wurden auch für das Amt Parkstein-Weiden die evangelischen Gemeinden, so wie sie in dem „Normaljahr“ 1624 bestanden hatten, wieder eingeführt. Das heißt, der katholische Magister Josef Steudel musste dem evangelischen Pastor Johannes Ludovici weichen; dieser war hier bis 1682 tätig und ging dann nach Mantel, wo er 1683 verstarb.
Unter Herzog Christian August von Sulzbach wurde mit dem „Kölner Vergleich“ am 22. Februar 1652 das Simultaneum im Amt Parkstein-Weiden beschlossen und am 22. November 1662 durch den „Heidelberger Vergleich“ auch eingeführt. In Kaltenbrunn wurde dieses am 28. Mai 1663 wirksam, d. h. beiden Religionen wurden gleiche Rechte und auch Besitzanteile an den Kirchen, Grundstücken etc. zugestanden, was bedeutet, dass die lutherischen Pfarrherrn die Hälfte ihrer Besitzungen an die katholische Kirche abtreten mussten. Kinder aus Mischehen mussten katholisch werden, da eine Ausgewogenheit hinsichtlich des Glaubens angestrebt wurde.
Die Kirche war seit dem Ende des Dreißigjährigen Krieges in keinem guten Zustand, der Turm war so baufällig geworden, dass um 1660 die Glocken abgenommen werden mussten. Aber erst 1737 begann man mit einem Neubau. Die Grundsteinlegung für den Turm und den Chor fand am 22. Mai 1738 statt. Bei dem Wiederaufbau traten schwere Baumängel auf: das Chorgewölbe war nicht in rechtem Winkel zum Langhaus errichtet und die vier Turmseiten waren nicht gleich lang. Die beiden Konfessionen stritten etliche Zeit über den Wiederaufbau; erst als die Regierung 1755 ein Legat von 500 fl zugesagt hatte, wurde der Neubau in Angriff genommen. Hinzu kam, dass in Kaltenbrunn am 29. Oktober 1756 eine Feuersbrunst einen Großteil des Marktes vernichtet hatte, und so war eine gute Gelegenheit, auch mit dem Kirchenbau zu beginnen. Ein weiterer Großbrand am 4. Juni 1760 legte auch den Unteren Markt von Kaltenbrunn nieder und verzögerte den Wiederaufbau der Kirche. Der Turm mit Zwiebelhaube konnte 1773 vorläufig fertiggestellt werden, die Eindeckung mit Blech war erst 1789 möglich. Der geplante Einbau einer Kirchturmuhr misslang vorerst, weil der unter Vertrag genommene Uhrmacher aus Grafenwöhr die Uhr nicht zum Laufen bringen konnte, erst nach einer Reparatur durch den Kaltenbrunner Schlossermeister Bielmeier konnte diese zum Funktionieren gebracht werden.
Bereits nach dem Ersten Weltkrieg begannen die Verhandlungen zur Auflösung des Simultaneums. Dabei mussten viele rechtliche und finanzielle Probleme gelöst werden. Schließlich entschloss sich die katholische Pfarrgemeinde zum Bau einer neuen und größeren Kirche, da die bisherige Simultankirche für ihre  Anzahl der Gläubigen zu klein geworden ist. Für den Neubau konnte ein Bauplatz am Marktplatz von Kaltenbrunn erworben werden. Am 16. Oktober 1932 wurde dann der Vertrag zur Auflösung des Simultaneums geschlossen und die katholische Pfarrgemeinde erhielt eine Abfertigung für die Überlassung der alten Kirche an die evangelische Gemeinde. Am 5. Juni 1933 erfolgte die Grundsteinlegung für die neue Kirche. Unter Architekt Franz Xaver Wittmann aus Vohenstrauß wurde die Kirche in einem halben Jahr erbaut und am 12. November 1933 konnte der Dompfarrer Michael Höfner die Kirche benedizieren. Das Patrozinium wurde wie zuvor dem hl. Martin von Tours gewidmet. Die Konsekration erfolgte am 12. August 1934 durch Bischof Michael Buchberger.

## Baulichkeit
Die neue Kirche ist eine Saalkirche mit einem Satteldach und einem eingezogenen Rechteckchor. Der 32 m hohe und quadratische (6,60 × 6,60 m) Kirchturm ist ein Flankenturm, der mit einem Pyramidendach gedeckt ist. Die Kirche ist 39,6 m lang und 14,2 m breit, die lichte Höhe beträgt ca. 9,50 m; sie bietet Platz für etwa 400 Besucher.
Zwischen 2004 und 2006 wurde die Kirche außen und innen umfassend renoviert. Zum Abschluss der Arbeiten wurde sie am 12. November 2006 durch Weihbischof Vinzenz Guggenberger neu gesegnet.

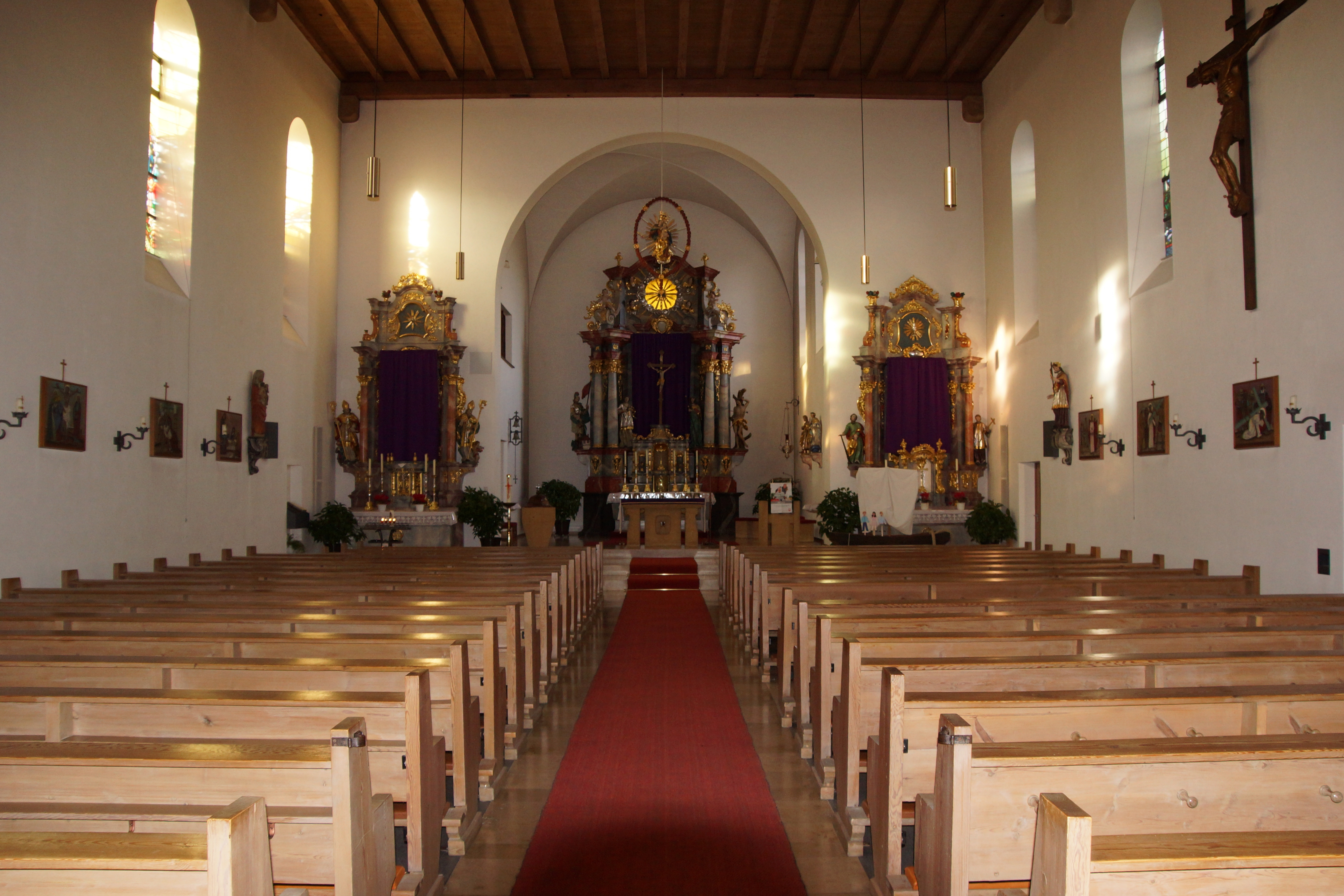
Sicht zum Hauptaltar der katholischen Kirche St. Martin

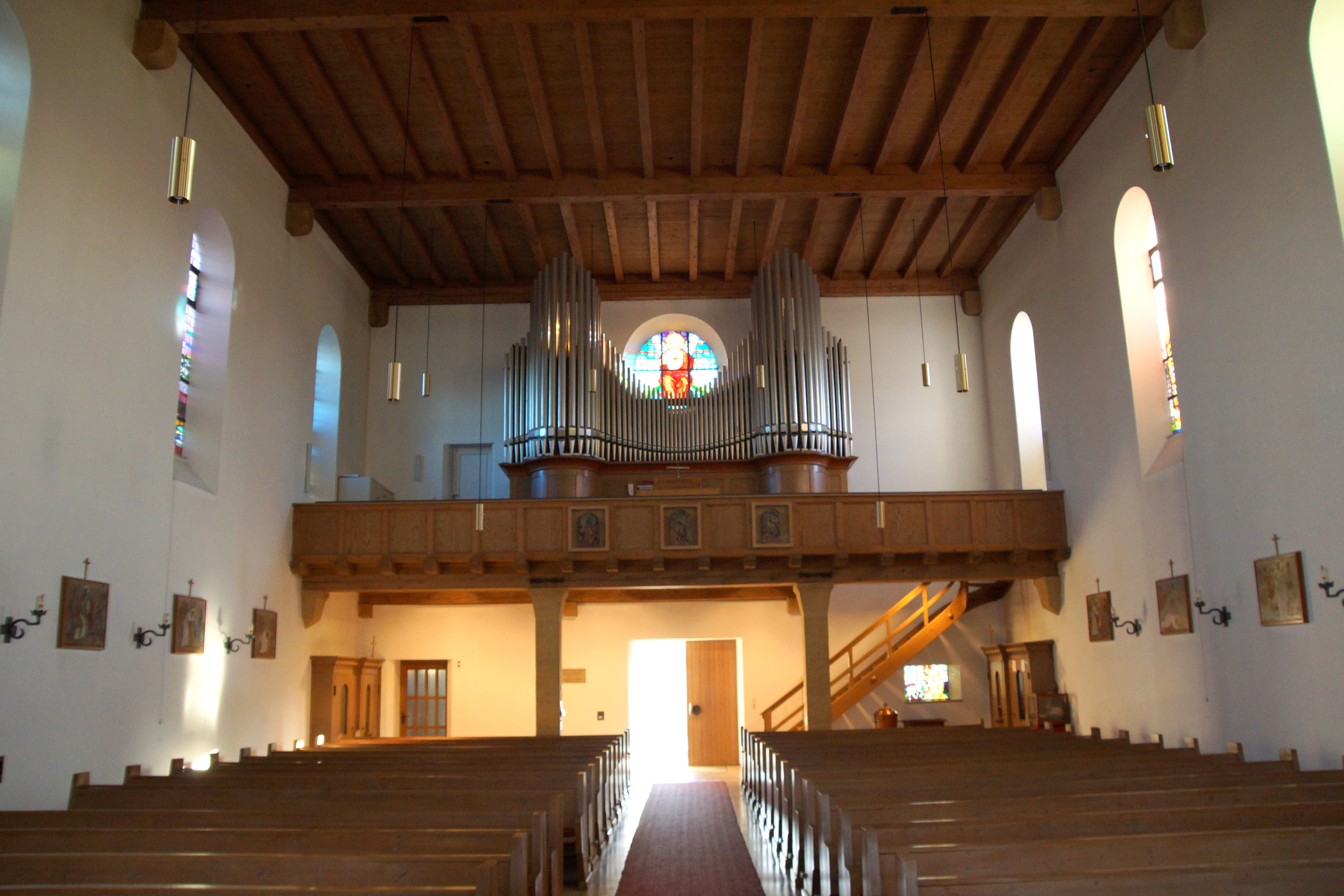
Orgelprospekt der katholischen Kirche St. Martin

## Ausstattung
Der barocke Hochaltar aus der früheren Simultankirche wurde 1757 von dem Sulzbacher Bildhauer Michael Barmann errichtet und in die neue Kirche transferiert, ein Seitenaltar stammt von dem Bildhauer Lamprecht aus Schlicht und wurde mit dem anderen in die neue Kirche übernommen. Der Hauptaltar zeigt die Mantelteilung des Kirchenpatrons. Das Altarbild wird von den Figuren des hl. Florian, hl. Stephanus, hl. Jacobus und des hl. Sebastian umgeben. Der vergoldete Tabernakel stammt von dem Regensburger Kirchenschmied Josef Ebentheuer, auf ihm wird  Mariä Verkündigung dargestellt. Der linke Altar ist ein Marienaltar, neben der Darstellung der Gottesmutter stehen die Figuren des hl. Augustinus und des hl. Ulrich. Auf dem rechten Seitenaltar wird das Bild von Johannes Nepomuk von den Figuren des Apostels Judas Thaddäus und des hl. Franz Xaver begleitet.
An der Ostwand im Chor befinden sich die Darstellung der Maria Immakulata und des St. Josef. Der Kunstmaler Georg Winkler aus Regensburg schuf 1934 einen Kreuzweg, bestehend aus 14 Kreuzwegtafeln.

## Orgel
1934 wurde eine Orgel von der Firma Siemann aus München aufgestellt. Das Opus 478 der Firmengeschichte verfügt über 17 Register, verteilt auf zwei Manuale und Pedal.

## Glocken
Im November 1942 wurden drei der vier Glocken für Kriegszwecke abgehängt und eingeschmolzen, nur die kleinste Glocke verblieb in der Kirche. Nach Ende des Zweiten Weltkriegs wurde die Glockengießerei Hamm aus Regensburg mit der Erstellung eines neuen Geläuts beauftragt. Am 23. Juli 1950 wurden die vier neuen Glocken eingeweiht, die bis dahin vorhandene kleine Glocke wurde, da sie nicht mehr in das Geläut passte, abgeschafft. Das Geläut besteht nun aus einer Dreifaltigkeits-, Marien-, Martin- und Michaelsglocke. 1955 wurde das Geläut elektrifiziert.